# 萩原克己
萩原 克己（はぎわら かつき、1949年 - 2013年10月30日）は、2004年11月に設立された新生「エレックレコード株式会社」代表取締役社長、ドラマー、音楽評論家。神奈川県横浜市出身。

## 来歴
1968年、19歳でヤマハ・ライト・ミュージック・コンテスト全国大会にバンド「マックス」のドラマーとして出場しグループサウンド部門優勝。「マックス」は1970年、よしだたくろうの『青春の詩』のレコーディングでバックバンドを担当した他に、泉谷しげる、大橋純子、古井戸らのスタジオミュージシャンやバックバンドとして活躍し、エレックレコードのアーティストのリズムセクションを支えた。
1972年、旧エレックレコードに入社し、制作ディレクター､制作宣伝部長を歴任。山崎ハコ、ナイアガラ・レーベル(大瀧詠一)､シュガー・ベイブ(山下達郎、大貫妙子他)らを担当。エレックレコード倒産後の1977年にポリドール・レコードと契約。水越けいこや香坂みゆき、欧陽菲菲、秋吉久美子、カシオペア、JIMSAKU、外道らをプロデュースした。
1996年、ミュー音楽出版社を設立。晩年は月刊スカイパーフェクTV!(ぴあ刊)にて自伝エッセイ「翼の生えた犬」連載していた。
2013年10月30日、死去。

## 著書
- 2007年12月25日『エレックレコードの時代II - 音楽に魅入られた者たちの物語エレックレコードの精霊たち』日刊スポーツ出版社発行、ISBN 978-4817202512